# Bruno Boccanera

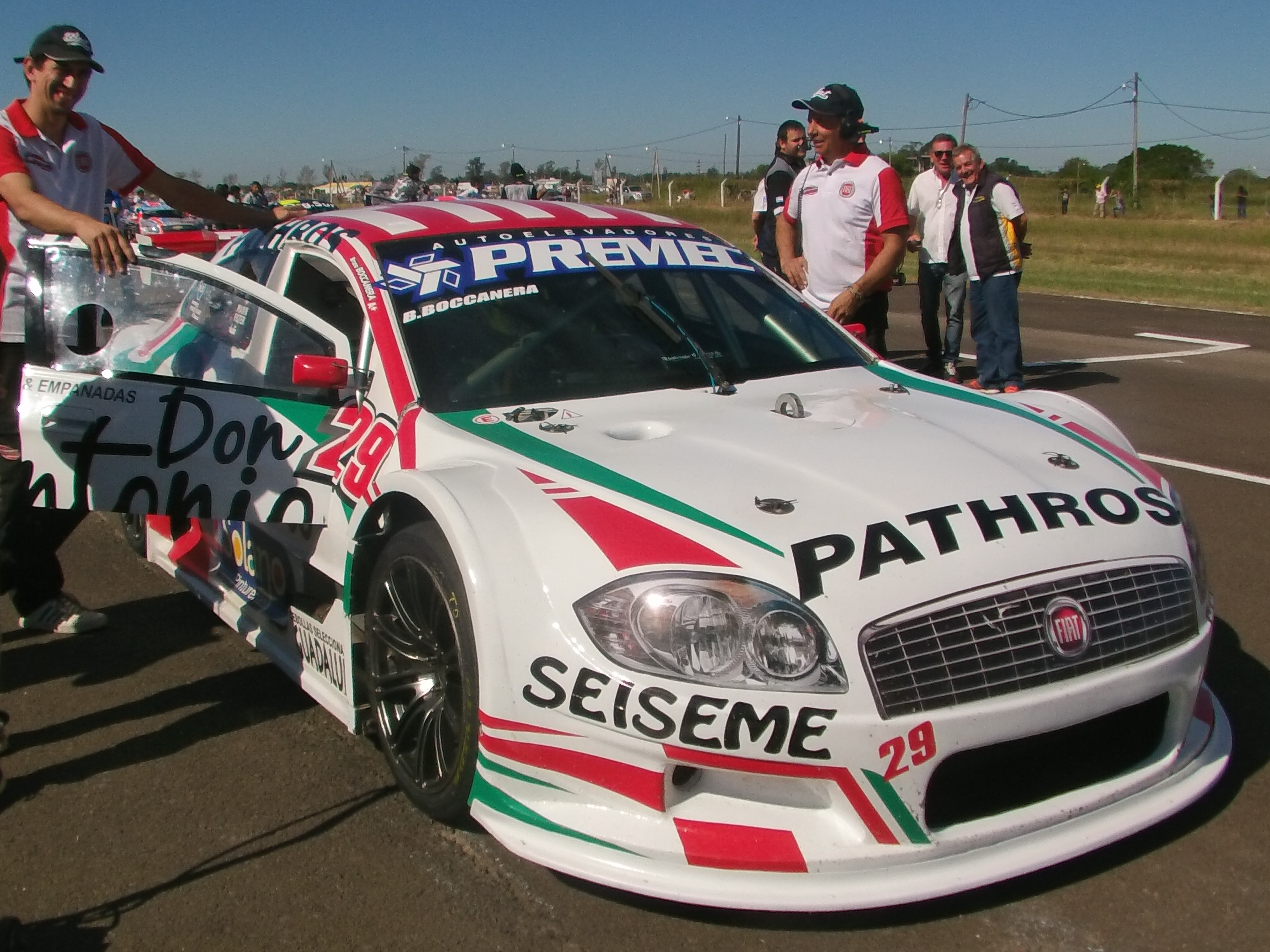
Bruno Boccanera posicionado en la grilla de largada, durante el Gran Premio del Chaco de Top Race Series, en 2017.

Bruno Boccanera (Comandante Nicanor Otamendi, Provincia de Buenos Aires, 27 de febrero de 1987) es un piloto argentino de automovilismo de velocidad. Desarrolló su carrera deportiva compitiendo en categorías del ámbito zonal y nacional. Debutó profesionalmente en el año 2002 desarrollando una competencia en la Fórmula Renault Argentina, lo que significó su debut a nivel nacional. En el año 2004 pasó a competir en el ámbito zonal, concursando en las categorías Monomarca 1100, TC 2000 del Atlántico y Turismo Special de la Costa (esta última regenteada por la Asociación Corredores de Turismo Carretera). Tanto en la Monomarca 1100, como en el TSC, Boccanera obtendría sus primeros grandes resultados al obtener el subcampeonato de la Monomarca en 2008, mientras que en el TSC sucesivamente fue subcampeón en 2011, y campeón en 2012, cosechando el primer título de su palmarés personal.
Tras sus pasos por el zonal de la costa de la Provincia de Buenos Aires, en el año 2009 reinició su participación a nivel nacional compitiendo en la divisional TC Mouras de la ACTC, para a partir de allí competir en esta divisional y más tarde en la divisional Top Race Series. En esta última categoría, debutó como invitado en el año 2012 y obtuvo su mejor clasificación en 2016 al culminar el torneo en la tercera ubicación. Tras haber tenido un buen campeonato en la temporada 2016, en 2017 fue convocado para formar parte del nuevo equipo oficial Fiat Octanos Competición, siempre dentro de la TR Series donde finalmente terminó consagrándose campeón tras la última fecha disputada el 3 de diciembre de 2017.

## Trayectoria
| Año  | Categorías                                       | Automóvil               |
| ---- | ------------------------------------------------ | ----------------------- |
| 2002 | Debut en Fórmula Renault Argentina, 1 carrera    | Crespi-Renault          |
| 2003 | Fórmula Renault Argentina                        | Crespi-Renault          |
| 2004 | Fórmula Renault Argentina, 3 carreras            | Crespi-Renault          |
| 2004 | Monomarca 1100 del Atlántico, 4 carreras         | Fiat 128                |
| 2005 | Monomarca 1100 del Atlántico                     | Fiat 128                |
| 2006 | Monomarca 1100 del Atlántico, 1 carrera          | Fiat 128                |
| 2007 | Monomarca 1100 del Atlántico                     | Fiat 128                |
| 2007 | Debut en Turismo Special de la Costa, 2 carreras | Chevrolet Chevy         |
| 2007 | Debut en TC 2000 del Atlántico, 1 carrera        | Ford Escort XR3         |
| 2008 | Subcampeón Monomarca 1100 del Atlántico          | Fiat 128                |
| 2009 | Monomarca 1100 del Atlántico                     | Fiat 128                |
| 2009 | Debut en TC Mouras, 1 carrera                    | Ford Falcon             |
| 2011 | Subcampeón Turismo Special de la Costa           | Ford Falcon             |
| 2012 | Campeón Turismo Special de la Costa              | Ford Falcon             |
| 2012 | Monomarca 1100 del Atlántico                     | Fiat 128                |
| 2012 | TC Mouras, 4 carreras                            | Ford Falcon             |
| 2012 | Top Race Series, invitado (Debut)                | Ford Mondeo III         |
| 2013 | Turismo Special de la Costa                      | Ford Falcon             |
| 2013 | Monomarca 1100 del Atlántico, invitado           | Fiat 128                |
| 2014 | Torneo de invitados del TC Mouras, 1 carrera     | Ford Falcon             |
| 2014 | TC Mouras (titular), 6 carreras                  | Ford Falcon             |
| 2015 | Top Race Series                                  | Chevrolet Cruze Series  |
| 2015 | TC 2000 del Atlántico, invitado                  | Ford Escort XR3         |
| 2015 | Turismo Special de la Costa, invitado            | Ford Falcon             |
| 2016 | Top Race Series                                  | Volkswagen Vento Series |
| 2017 | Campeón de Top Race Series                       | Fiat Linea Series       |
| 2017 | Campeón de Top Race Series                       | Fiat Tipo Series        |
| 2018 | Debut en Top Race V6                             | Fiat Tipo II            |
| 2019 | Top Race Series. Campeón                         | Ford Mondeo IV          |
| 2019 | TC Mouras, 2 carreras                            | Chevrolet Chevy         |
| 2020 | TC Mouras                                        | Chevrolet Chevy         |

### Trayectoria en Top Race
| Temporada | Categoría       | Equipo                   | Automóvil               | Posición           |
| --------- | --------------- | ------------------------ | ----------------------- | ------------------ |
| 2012      | Top Race Series | RV Competición           | Ford Mondeo III         | Invitado           |
| 2015      | Top Race Series | Octanos Competición      | Chevrolet Cruze Series  | 18º (68.00 puntos) |
| 2016      | Top Race Series | Octanos Competición      | Volkswagen Vento Series | 3º (127.00 puntos) |
| 2017      | Top Race Series | Fiat Octanos Competición | Fiat Linea Series       | 1º (219.00 puntos) |
| 2017      | Top Race Series | Fiat Octanos Competición | Fiat Tipo Series        | 1º (219.00 puntos) |
| 2018      | Top Race V6     | Fiat Octanos Competición | Fiat Tipo II            | 22º (0.00 puntos)  |
| 2019      | Top Race Series | Hurlingham Competición   | Ford Mondeo IV          | 1º (199.00 puntos) |

## Palmarés
| Título     | Categorías                   | Automóvil          | Año  |
| ---------- | ---------------------------- | ------------------ | ---- |
| Subcampeón | Monomarca 1100 del Atlántico | Fiat 128           | 2008 |
| Subcampeón | Turismo Special de la Costa  | Ford Falcon        | 2011 |
| Campeón    | Turismo Special de la Costa  | Ford Falcon        | 2012 |
| Campeón    | Top Race Series              | Fiat Tipo Series   | 2017 |
| Campeón    | Top Race Series              | Ford Mondeo Series | 2019 |